# Nodul rutier Bois-d'Arcy
Nodul rutier Bois-d'Arcy este un nod de autostrăzi situat pe teritoriul comunei Montigny-le-Bretonneux, la limita cu Bois-d'Arcy, în departamentul Yvelines, în regiunea Île-de-France.

## Drumuri deservite
- A12: spre Paris-Porte de Saint-Cloud, Triunghiul Rocquencourt spre (A13), Trappes și Rambouillet (prelungită de RN 10)
- RN 12: spre Plaisir, Dreux, Paris-Porte de Châtillon, Versailles spre A86
- RD 127 (accesibilă din RN 12 vest): deservire Saint-Quentin-en-Yvelines (Montigny-le-Bretonneux, Bois-d'Arcy și Saint-Cyr-l'École)
- RD 129 (accesibilă din A12 nord): deservire Saint-Quentin-en-Yvelines (Bois-d'Arcy și Saint-Cyr-l'École)